# Chae Jin-soo
Chae Jin-soo (* 10. August 1958) ist ein südkoreanischer Organist und Professor für Musik der Sungkyul University in Anyang (Südkorea).

## Biografie
Chae studierte zunächst Musik in Seoul. Weitere Studien führten ihn nach Deutschland, wo er bei Heinz Markus Göttsche und Hermann Schäffer das Fach Orgel studierte (Konzertexamen). Seit 1991 lehrt er an der Sungkyul-University in Südkorea als Professor für Musik. 2000 verbrachte er ein Jahr als Gastprofessor an der Universität Mainz. Während dieser Zeit verfasste er ein grundlegendes Lehrbuch über Orgelkunde in koreanischer Sprache. Chae wohnte das Jahr in Bad Kreuznach und konzertierte mehrfach als Organist im Kirchenkreis an Nahe und Glan, unter anderem auch in der Diakoniekirche Bad Kreuznach.